# Alemania Oriental en los Juegos Olímpicos de Sapporo 1972
Alemania Oriental estuvo representada en los Juegos Olímpicos de Sapporo 1972 por un total de 42 deportistas que compitieron en 7 deportes.  
El portador de la bandera en la ceremonia de apertura fue el deportista de luge Klaus-Michael Bonsack.

## Medallistas
El equipo olímpico de Alemania Oriental obtuvo las siguientes medallas:
| Nombre                                                        | Deporte            | Competición       |
| ------------------------------------------------------------- | ------------------ | ----------------- |
| Oro                                                           |                    |                   |
| Ulrich Wehling                                                | Combinada nórdica  | Individual M      |
| Wolfgang Scheidel                                             | Luge               | Individual M      |
| Horst Hörnlein Reinhard Bredow                                | Luge               | Doble M           |
| Anna-Maria Müller                                             | Luge               | Individual F      |
| Plata                                                         |                    |                   |
| Hansjörg Knauthe                                              | Biatlón            | 20 km M           |
| Harald Ehrig                                                  | Luge               | Individual M      |
| Ute Rührold                                                   | Luge               | Individual F      |
| Bronce                                                        |                    |                   |
| Hansjörg Knauthe Joachim Meischner Dieter Speer Horst Koschka | Biatlón            | 4 × 7,5 km M      |
| Karl-Heinz Luck                                               | Combinada nórdica  | Individual M      |
| Wolfram Fiedler                                               | Luge               | Individual M      |
| Klaus-Michael Bonsack Wolfram Fiedler                         | Luge               | Doble M           |
| Margit Schumann                                               | Luge               | Individual F      |
| Manuela Groß Uwe Kagelmann                                    | Patinaje artístico | Parejas           |
| Rainer Schmidt                                                | Saltos en esquí    | Trampolín largo M |